# Capuco
Emanuel José Paulo João (Luanda, 2 de Agosto de 1986), mais conhecido como Capuco, é um futebolista angolano que atua como extremo esquerdo. Atualmente, joga pelo Progresso da Lunda Sul.